# Transkriptionsfaktor IIB
Der Transkriptionsfaktor IIB (TFIIB) ist ein Protein, das im Zellkern von Wirbeltieren an DNA bindet und an der Initiation der Transkription teilnimmt. Insbesondere ist TFIIB für die Erkennung eines eventuell vorhandenen BRE-Elements im Kernpromotor des jeweiligen Gens zuständig. Während des Zusammenbaus des Präinitiationskomplexes bindet TFIIB an den Promotor-TFIID-TFIIA-Komplex (DA-Komplex) und bildet so den DAB-Komplex, an den letztlich die RNA-Polymerase II andockt. Für die DNA-Bindung enthält TFIIB eine Zinkfinger-Domäne.
TFIIB interagiert mit dem Aktivitätszentrum der RNA-Polymerase. Dies verhindert möglicherweise, dass die Polymerase ohne den Präinitiationskomplex an die DNA andockt, und stellt so die Genauigkeit der Positionierung sicher.
TFIIB ist weiterhin in der Lage, Komplexe mit TCEA2, GPBP1, dem HIV-Protein VPR und dem Epstein-Barr-Virus-Protein EBNA2 zu bilden.